# Мшчонов
Мшчонов или Мшчо̀нув (на полски: Mszczonów) е град в Централна Полша, Мазовско войводство, Жирардовски окръг. Административен център е на градско-селската Мшчоновска община. Заема площ от 8,56 км2.

## География
Градът се намира в историческата област Мазовия. Разположен е край река Окшеша на 50 км югозападно от столицата Варшава.

## Население
Населението на града възлиза на 6433 души (2017 г.). Гъстотата е 752 души/км2.

## История
Първото споменаване на селището датира от 1245 година (в документ на княз Конрад I Мазовски). След археологически разкопки на старо гробище от XII век в града се оформя мнение, че селището е по-старо поне с един век.
Мшчонов получава градски права през 1377 година от княз Шемовит III Мазовски.

## Фотогалерия
- Сграда от 19 век в Мшчонов
- Обиколният път на града